# Emanuele Cisi

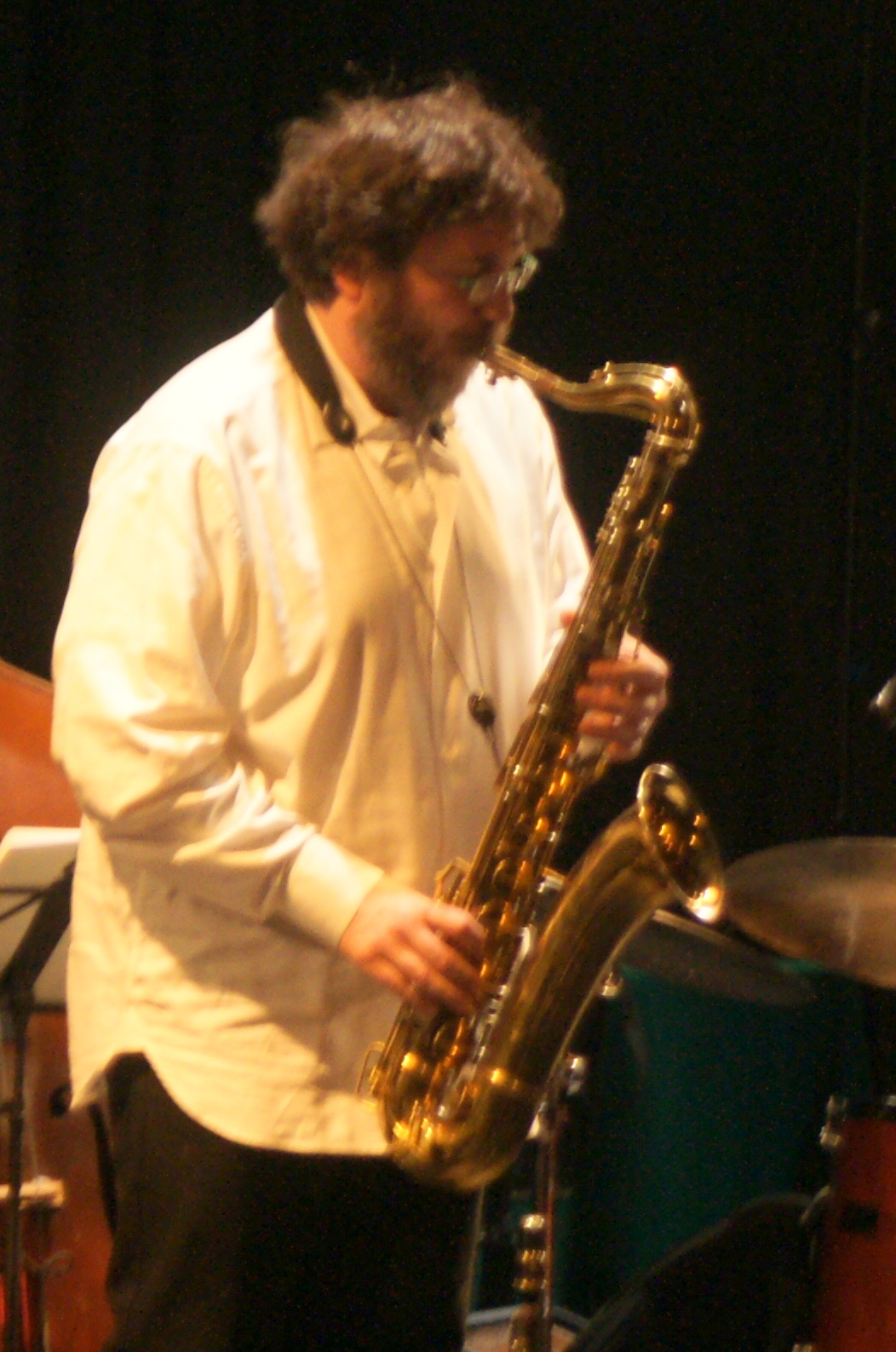
Emanuele Cisi

Emanuele Cisi (* 29. Mai 1964 in Turin) ist ein italienischer Jazz-Saxophonist.

## Wirken
Cisi war Schüler von Michael Brecker. Er begann seine professionelle Karriere als Mitglied der Gruppe Area, mit der er Tourneen unternahm, bei Festivals und in Rundfunksendungen auftrat sowie Platten aufnahm. 1990 ging er nach Mailand, wo er u. a. mit Antonio Faraò, Luigi Bonafede und Massimo Colombo arbeitete und 1994 sein erstes eigenes Quartett mit Paolo Birro, Marco Micheli und Francesco Sotgiu gründete. Für sein erstes eigenes Album erhielt er beim Top-Jazz-Wettbewerb 1995 den ersten Preis als Miglior nuovo Talento.
1996 nahm er mit der Band von Jean-Pierre Como in Paris ein Album für Blue Note Records auf und begann die Zusammenarbeit mit dem Schlagzeuger Daniel Humair. Im selben Jahr gründete er gemeinsam mit Luigi Bonafede das Quintett Five of Jazz (mit Flavio Boltro, Francesco Sotgiu und Rosario Bonaccorso), mit dem er ebenfalls ein Album einspielte.
Seit 1999 lebt Cisi vorwiegend in Frankreich. Sein erstes Album unter eigenem Namen in Frankreich nahm er 2000 mit Aldo Romano und Paolo Fresu auf. Im selben Jahr gründete er die Gruppe Changes (mit Stefano Battaglia, Piero Leveratto und Fabrizio Sferra). Daneben arbeitete er in dieser Zeit im Duo mit Paolo Birro, in Trio-Formationen mit Daniel Humair und Paolino Dalla Porta und mit Zlatko Kaucic und Nicola Muresu, sowie im Quartett mit Nathalie Loriers, Rémi Vignolo und Aldo Romano (mit Nguyên Lê und Michel Benita als Gästen).
Von 2001 bis 2004 war er Mitglied von Romanos Gruppe Because of Bechet (mit Emmanuel Bex, Rémi Vignolo und Francesco Bearzatti), mit der er ein Album aufnahm und Tourneen durch Frankreich und Réunion (2004) unternahm. Daneben arbeitete er u. a. mit Jean-Marc Jafet, Jean-Paul Ceccarelli, Robert Persi, Christian Escoudé, Babik Reinhardt und Marcia Maria und mit dem Quintett von François Chassagnite. Mit Zlatko Kaucic und Nicola Muresu unternahm er 2002 eine Slowenien-Tournee.
2004 gründete er mit Paolo Birro, Yoann Serra und Simone Monnanni ein neues Quartett.

## Diskographie (Auswahl)
- 1994: Where Are You mit Enrico Rava
- 1996: Five for Jazz mit Flavio Boltro, Luigi Bonafede, Rosario Bonaccorso, Francesco Sotgiu
- 1996: Scalabrun mit Furio Di Castri, Paolo Fresu, Andrea Dulbecco, Francesco Sotgiu, Loris Bertot
- 1996: Giochi di nuvole mit Paolo Birro, Marco Micheli, Francesco Sotgiu
- 2000: L'ange caché mit Aldo Romano, Paolo Fresu, Rémi Vignolo, Nathalie Loriers
- 2001: Theodore Walter 'Sonny' Rollins: an homage from Italy mit Sandro Gibellini, Dario Deidda, Luigi Bonafede
- 2001: Small Changes mit Stefano Battaglia, Piero Leveratto, Fabrizio Sferra
- 2004: How Deep is the Ocean mit Zlatko Kaucic, Nicola Muresu
- 2005: Urban Adventure mit Paolo Birro, Simone Monnanni, Yoann Serra, François Chassagnite, Jean-Marc Jafet
- 2010: Homecoming  mit Luigi Bonafede, Rosario Bonaccorso, Francesco Sotgiu
- 2016: Clear Days, Windy Nights mit Eric Reed, Vincenzo Florio, Adam Pache Humberto Amesquita